# Michael Roll
Pour les articles homonymes, voir Roll.
Michael Roll, né le 12 avril 1987 à Mission Viejo (Californie, États-Unis), est un joueur américano-tunisien de basket-ball actif de 2005 à 2023. Évoluant au poste d'arrière, il est connu pour la qualité de son tir à trois points.

## Biographie
Il a disputé les sept matches du championnat d'Afrique 2015, deux matches lors d'un tournoi qualificatif pour les Jeux olympiques d'été de 2016 et cinq matches a la Coupe du monde 2019 avec l'équipe de Tunisie.
En mai 2016, Roll signe un contrat d'un an avec le Saski Baskonia « Laboral Kutxa », club de première division espagnole qui participe à l'Euroligue.
Le 3 juillet 2017, Ali Benzarti, le président de la Fédération tunisienne de basket-ball évince Michael Roll de la sélection nationale à cause de son choix de rejoindre le club israélien du Maccabi Tel-Aviv.
En septembre 2018 après entretiens avec la Fédération tunisienne de basket-ball il rejoint de nouveau la sélection tunisienne pour joue l'Éliminatoires de la Coupe du monde de basketball 2019.
En juillet 2019, Roll signe un contrat de deux saisons avec l'Olimpia Milan.
En juillet 2022, il rejoint le Gutter cat Gang pour le Basketball Tournament 2022.
En janvier 2023, Roll signe avec le Paris Basketball.
En février 2023, il rejoint l'Union sportive monastirienne pour la coupe intercontinentale.

## Palmarès

### Clubs
- Champion d'Israël : 2018, 2019
- Coupe de la ligue israélienne : 2017
- Supercoupe d'Italie : 2020
- Coupe d'Italie : 2021
- Médaille de bronze de l'Euroligue : 2020-2021

### Distinctions personnelles
- Championnat de Turquie de basket-ball All Star : 2016

### Sélection nationale

#### Championnat d'Afrique
- Médaille d'or au championnat d'Afrique 2021 (Rwanda)
- Médaille de bronze au championnat d'Afrique 2015 (Tunisie)

### Distinctions personnelles
- Nommé dans la deuxième équipe type du championnat d'Afrique 2015
- Meilleur pourcentage de panier à trois points (49 %) du Championnat d'Israël 2018-2019